# Čitska oblast
Čitska oblast (rus. Чити́нская о́бласть, Čitinskaja oblast) bio je federalni subjekt Rusije (oblast) u jugoistočnom Sibiru. Upravno središte bila je Čita. Imala je dugu međunarodnu granicu s Kinom (998 km) i Mongolijom (868 km) te unutarnju granicu s Irkutskom i Amurskom oblasti, kao i s Burjatija i Jakutijom.  U njoj se nalazi Aginskoburjatski autonomni okrug.
Teritoriju današnje Čitske oblasti su prvi istražili kozaci na čelu s Pjotrom Beketovom 1653. Naseljavanje i razvoj je počeo kako bi se ojačal ruska granica s Kinom i Mongolijom, eksploatirali mineralni resursi te gradila Transsibirska željeznica. Godine 1920. Čita je postala glavni grad Dalekoistočne republike, koja se spojila s Rusijom u studenome 1922. godine, mjesec dana prije stvaranja Sovjetskog Saveza. Godine 1923. je formiran Zabajkalski kraj koji se 1937. transformirao u današnju Čitsku oblast. Referendum o spajajnju Aginoburjatskog autonomnog okruga u Zabajkalski kraj održan je 2007.; te je formiran 2008.
Oblast je bogata metalima, kao i plemenitim metalima, ugljenom, drvenim ugljenom i mineralnom vodom. U njoj se nalaze ruske rezerve visokoobogaćenog uranija koje se procjenjuju na 145 400 tona. Većina ovih depozita se nalazi kraj Krasnokamenska, nalazišta kojim upravlja Priargunskij rudarsko-kemijski kombinat (PMCC). Šume pokrivaju 60% terirtorije. Zbog toga su glavne privredne grane oblasti metalurgija, gorivo i drvo. Također ima razvijenu prerađivačku i prehrambenu industiju. Lokalna poljopriverda se temelji na uzgajanju krava, ovaca i jelena.